# Сулханишвили, Николай Паатович
Никола́й (Нико́) Паа́тович Сулханишви́ли (груз. ნიკოლოზ სულხანიშვილი; 1871, с. Ацкури, Российская империя, ныне Кахетия, Грузия — 3 декабря 1919, Тифлис, ныне Тбилиси, Грузия) — грузинский композитор, хоровой дирижёр, регент.

## Биография
Учился пению в Телавском духовном училище, затем, в 1878—1886 годах, в Тифлисской духовной семинарии. В 1890—1902 годах дирижировал хором Телавского духовного училища. В 1912 году, после участия в фольклорной экспедиции, организовал этнографический хор, с которым исполнял и собственные сочинения. Знаток народной песни, мастерски владел искусством хорового письма. Один из основоположников грузинской композиторской хоровой музыки. Ввёл четырёхголосие, а также женские голоса в состав хоров.

## Сочинения
- опера «Маленький кахетинец» (не закончена)
- хор «Волыночная песня» («Мествирули»)
- хор «Родина хевсура»
- хор «Здравствуй, радостная жизнь»
- хор «Песня за плугом» («Гутнури», на стихи Ильи Чавчавадзе)
- хор «Боже, боже...» (на стихи из «Витязя в тигровой шкуре» Шота Руставели)